# Зузины
Зузины (Зюзины) — древние русские дворянские роды, из Тверских бояр.
При подаче документов (декабрь 1685), для внесения рода в Бархатную книгу, была предоставлена родословная роспись Зюзиных.
Род внесён в VI часть родословной книги Костромской губернии. Другие роды Зузиных, общим числом три, более позднего происхождения.
В Родословной книге из собрания А.М. Оболенского записано, что однородцами Зузиных являются дворянские рода: Беленицыны, Гнездовы, Шетневых, Садыковых.

## Происхождение и история рода
Предок рода Зузиных, как записано в справке Разрядного архива, властодержатель греческого города Средиц на Сардинии, именем Фёдор по случаю завоевания этого города болгарским царем Иваном Асенем II, переехал в Угры, а потом в Чернигов к великому князю Михаилу Всеволодовичу, у которого был в боярах. Вместе с великим князем, он принял мученическую смерть от царя Батыя и причислен русской православной церковью к лику святых мучеников.
Его сын Борис Фёдорович Половой, выехал из Чернигова в Тверь и пожалован боярином (1320). Его сын Константин тысяцкий и внук — 1-й тысяцкий в Твери Михаил Фёдорович по прозванию Шетень, родоначальник Шетневых, который имел сына боярина Ивана и внука Андрея Зузу, родоначальника Зузиных, брат которого Афанасий был тверским бояриным.
Стефан Григорьевич Зузин убит при взятии Казани (1552), имя его занесено в синодик московского Успенского собора на вечное поминовение. Василий Григорьевич Зузин († 1585) был думным дворянином и наместником суздальским. Опричником Ивана Грозного числился Василий Григорьевич Зюзин (1573).
Алексей Иванович († 1619) был послом в Англии (1613) и вторым уполномоченным при заключении Столбовского договора (1616). Его сын Никита посол в Швеции (1648), боярин патриарха Никона (1652), государев боярин и дворецкий (1653), лишён этих званий (1658), был воеводой в Новгороде (1659—1662), пригласил самовольно Никона из Воскресенского Ново-Иерусалимского монастыря в Москву, за что был подвергнут пытке и приговорён к смертной казни, заменённой ссылкой в Сибирь (1664).

## Описание герба
В щите, имеющем зелёное поле, находится серебряный столб, на поверхности которого изображены два золотых горящих сердца и над ними дворянская корона. По сторонам столба на земле поставлены с правой стороны единорог, а с левой лев.
Щит увенчан дворянскими шлемом и короной. Нашлемник: три страусовых пера. Намёт на щите зелёный, подложенный золотом. Герб рода Зузиных внесён в Часть 5 Общего гербовника дворянских родов Всероссийской империи, стр. 22.

## Известные представители Костромской ветви
Точные родственные связи с предыдущими поколениями не установлены, но из более поздних представителей известны:

### I-е поколение
1. Зузин Степан Григорьевич (~1640-~1710) - стольник с 1677 г.

Участник Русско-турецкой войны (1686—1700). За храбрость, проявленную в войнах с турецким султаном и крымским ханом, пожалован государями Иоанном Алексеевичем и Петром Алексеевичем в потомственное владение землями в Костромском и Вологодском уездах.

### II-е поколение
2. Зузин Георгий Степанович  (1669-1726) - [сын № 1]

Владел имениями в Костромском, во Владимирском, в Белёвском уездах - 80 дворов.

### III-е поколение
3. Зузин Родион (Иродион) Григорьевич Зузин - премьер-майор [2 сына], [сын № 2]

Воздвиг каменный Христово-Рождественский храм в с. Сущево Костормской губернии в 1776 г.

В мае 1767 г. возглавил депутацию наиболее уважаемых горожан, направленных в Ярославль для встречи Екатерины II. Он сопровождал императрицу в поездке от Ярославля до Костромы и был одним из организаторов торжеств по случаю её прибытия. Он держал речь… Её величество оценила усердие премьер-майора, удостоив его беседы и всемилостивейшей благодарности. На приеме Её величества в Костроме также присутствовали его дети: старший сын Александр с женой и младший Иван.

### IV-е поколение
4. Зузин Александр Родионович (1743-1826) - [1 сын + 3 дочери], [старший сын № 3]

Состоял на государевой службе по линии судопроизводства. Он безупречно и ревностно служил 65 лет в Ярославле, Вологде и Владимире; удостоен орденов Святого Владимира (IV и III степени) и Святой Анны (II степени), а также получил «пять благоволений» от императора Александра I.

Жена: Зузина (Ярославова) Анна Михайловна
5. Зузин Иван Родионович (~1750 г.р.) - [известен 1 сын], [младший сын № 3]

«Гвардии солдат Иван», был Представлен императрице Екатерине II на приеме в Костроме и тут же «высочайшим именным повелением жалован в Измайловский полк, в капралы».

Жена: Зузина (Карцева) Александра Тимофеевна - Из Костромских дворян. Отец - Карцев Тимофей Петрович, Мать - Маремьяна Константиновна Куломзина.

### V-е поколение
Линия - Алексанровичи:

6. Зузин Николай Александрович (±1775-1808) - [сын № 4]

Подполковник Пермского пехотного полка, геройски погиб во время сражения с наполеоновской армией под Фридландом в 1808 году.
7. Вадбольская (Зузина) Клеопатра Александровна (1767 г.р.) - [дочь № 4]-

Овдовев в 24 года, она посвятила себя воспитанию двух дочерей и сына Александра, родившегося уже после смерти мужа.

Муж: князь Вадбольский Михаил Иванович
8. Зузина Серафима Александровна -  [дочь № 4]
9. Алексеева (Зузина) Настасья Александровна -  [дочь № 4]

В браке - надворная советница.
Линия - Ивановичи:

10. Зузин Александр Иванович (1795-1879) - гвардии майор, в отставке. [11 детей (?)], [сын № 5]

В 1850 г. построил двухэтажную каменную усадьбу в д. Денисово Костромского уезда Апраксинской волости, которая считается лучшим в Костромской области памятником усадебной архитектуры XIX века. 

Был известен как страстный псовый охотник, держал большую стаю костромских гончих, которую он завел от гончих богатого костромского помещика второй половины XVIII века татарского князя Арслан-Алея. Был знаком с поэтом Н. А. Некрасовым, который упомянул детей А. И. Зузина - "зузенят" в стихотворении "Коробейники".

Жена: Зузина (девичья фамилия не установлена) Марья Степановна

### VI-е поколение
Линия - Ивановичи:'

11. Попова (Зузина) Екатерина Александровна (1834-†) - [2 сына + 4 дочери], [дочь № 10].
Воспитывалась в Императорском воспитательном обществе благородных девиц.

Муж: Попов Александр Васильевич, Петербургский чиновник.
12. Зузин Николай Александрович (1835-1901) - [3 сына + 1 дочь], [сын № 10].
Штабс-капитан в отставке (1863). Участник Крымской войны (1853—1856) и Севастопольской обороны (1854—1855). Являлся видной фигурой в костромском земстве. Владелец усадьбы Денисово Костромского уезда. Статский советник.
 
Жена: Зузина (Шахматова) Варвара Алексеевна (1840-1908)из древнего дворянского рода Шахматовых Саратовской ветви, дочь А. А. Шахматова (1797-1868).
13. Зузин Петр Александрович (1847-†) - [потомки не известны], [сын № 10].
14. княгиня Вяземская (Зузина) Елизавета Александровна (1847-1912) - [4 сына + 1 дочь], [дочь № 10].

Муж: князь С. А. Вяземский.

### VII-е поколение
Линия - Ивановичи:

15. Зузин Сергей Николаевич (1847-†) - [потомки не известны], [сын № 12].
16. Борис Николаевич (1868-после 1920) - [потомки не известны], [сын № 12].

Член IV Государственной думы от Костромской губернии.

Жена: Зузина (Куприянова) Елизавета Николаевна (1875–после 1920).
17. Зузин Михаил Николаевич (1870-1940) - [1 сын + 2 дочери], [сын № 12].

Офицер флота - отставной генерал-майор с чином капитана 1 ранга (1913). Был предпоследним губернским предводителем дворянства (1908—1914) в Костроме. В марте 1917 г. был председателем Центрального комитета офицеров флота (Цеофлот).

Жена: Зузина (Князева) Вера Леонидовна (±1886-†), дочь тайного советника и егермейстера Высочайшего Двора Л. М. Князева.
18. Трирогова (Зузина) Наталья Николаевна (±1875-1942) - [1 сын + 2 дочери], [дочь № 12].

Состояла в браке с двоюродным братом по линиям их матерей.

Умерла в начале 1942 г. от голода в блокадном Ленинграде, отдавая продуктовые карточки родственникам.

Муж: Трирогов Григорий Владимирович (1871—1940), сын тайного советника, директора Департамента Общих Дел Министерства Государственных Имуществ В. Г. Тирогова. Служил по Лесному департаменту Министерства Государственных Имуществ, в том числе исправлял должность помощника начальника Управления Земледелия и Гос. Имуществ Главного Управления Землеустройства и Земледелия МВД по Новгородской губернии. Был членом Городской Думы Кузнецкого уезда от земства; гласным Кузнецкого уездного и губернского земского собрания от Кузнецкого уезда. После революции служил по Лесному ведомству в Новгородской обл..

### VIII-е поколение
Линия - Ивановичи:

19. ... (Зузина) Мария Михайловна (1909 г.р.) - [потомки не известны], [дочь № 17].
20. Зузин Леонид Михайлович (1910 г.р.) - [потомки не известны], [сын № 17].
21. ... (Зузина) Светлана Михайловна (1911 г.р.) - [потомки не известны], [дочь № 17].

## Известные представители
- Зюзин Деревня — воевода в Тетюшках (1602).
- Зюзин Алексей Иванович — воевода в Пелыме (1603—1605), Устюге-Великом (1610—1611), Каргополе (1612).
- Зюзин Беленица Лаврентьевич — воевода в Верхотурье (1615), Березове (1615—1618)[15].
- Зюзин Иван Калинников — стряпчий с платьем (1627), московский дворянин (1627—1640).
- Зюзины: Сила Иванович, Фёдор и Владимир Беляницыны, Алферий Плакидин — московские дворяне (1627—1640).
- Зюзин Григорий Алексеевич — стольник (1627—1668).
- Зюзин Степан Алферьевич — московский дворянин (1640—1677).
- Зюзин Иван Иванович — московский дворянин (1658).
- Зюзин Григорий Фёдорович — стряпчий (1658), московский дворянин (1668).
- Зюзин Иван Владимирович — стряпчий (1658), стольник (1678—1686).
- Зюзин Ларион — думный дьяк (1668—1676).
- Зюзин Степан Григорьевич — стольник (1677—1686).
- Зюзин Фёдор Степанович — стряпчий (1679), стольник (1680—1692).
- Зюзин Александр Иванович — стольник царицы Натальи Кирилловны (1676), комнатный стольник царя Иоанна Алексеевича (1686—1692).
- Зюзины: Иван Ларионович и Григорий Степанович — стольники царицы Прасковьи Федоровны (1686—1692)[16][17].
- Зузин, Михаил Александрович (1684 — после 1764) — участник Северной войны 1700—1721 гг., один из руководителей органов снабжения русской армии, тайный советник.